# Dan Palmer
Pour les articles homonymes, voir Palmer.
Pas d'image ? Cliquez ici

a Compétitions nationales et continentales officielles uniquement.

b Matchs officiels uniquement.
Dernière mise à jour le 29 février 2024.
Daniel Palmer dit Dan Palmer, né le 13 septembre 1988 à Shellharbour (Australie), est un joueur international australien de rugby à XV qui joue au poste de pilier droit. 
Il a évolué avec les Waratahs et les Brumbies dans le Super Rugby, avant l'arrêt prématuré de sa carrière en 2014 à cause d'une blessure. Après la fin de sa carrière de joueur, il devient à partir de 2015 entraîneur spécialiste de la mêlée. 

## Biographie

### Carrière de joueur
Daniel Palmer est né à Shellharbour en Nouvelle-Galles du Sud. Son père Peter et son grand père Harold ont joués au rugby à XV avec les Waratahs. Dan quant à lui, pratique d'abord divers sports avant de commencer le rugby à l'âge de onze ans. Il est formé au club des Southern Districts.
En 2007, il fait partie de l'effectif des Melbourne Rebels qui dispute l'unique édition de l'Australian Rugby Championship.
Il représente l'équipe d'Australie des moins de 19 ans en 2007, puis celle des moins de 20 ans l'année suivante,.
En 2008, il rejoint la franchise des Waratahs, avec qui il fait ses débuts en Super Rugby lors de la troisième journée du championnat face aux Highlanders. En fin de saison, il prolonge son contrat pour trois saisons supplémentaires. Lors des deux saisons qui suivent, il n'est que peu utilisé par la franchise de Sydney, à cause de la concurrence de joueurs comme Al Baxter ou Sekope Kepu,.
Recherchant davantage de temps de jeu, il s'engage avec les Brumbies en 2011. Il s'impose rapidement comme le pilier droit titulaire de sa nouvelle équipe.
En 2012, il est sélectionné pour la première fois en équipe d'Australie par Robbie Deans. Il dispute son premier match international le 5 juin 2012 contre l'équipe d'Écosse en étant titulaire. À nouveau sélectionné l'année suivante, il est toutefois contraint de déclarer forfait à la suite d'une blessure,.
En 2013, il rejoint le club français du FC Grenoble en Top 14,. Il ne joue cependant pas le moindre match avec le club isérois en raison d'une grave blessure au pied subie à l'entrainement, ce qui le pousse à arrêter sa carrière professionnelle à l'issue de la saison,.

### Carrière d'entraîneur
Retourné en Australie afin de reprendre ses études, Dan Palmer devient également entraîneur spécialiste de la mêlée des Canberra Vikings et des Brumbies à partir de 2015. Il occupe ce rôle jusqu'en 2018, avant de se consacrer à ses études, puis le retrouve entre 2021 et 2023,.
En mai 2023, il rejoint le staff de l'équipe d'Australie en vue de la Coupe du monde en France, en tant qu'adjoint spécialiste de la touche sous les ordres d'Eddie Jones.
Après le mondial, il rejoint le club anglais des Leicester Tigers comme entraîneur de la mêlée, retrouvant son compatriote Dan McKellar comme entraîneur en chef.

## Vie privée
Dan Palmer est ouvertement homosexuel. Il fait son coming-out en octobre 2020.